# الطاقة النووية في الصين

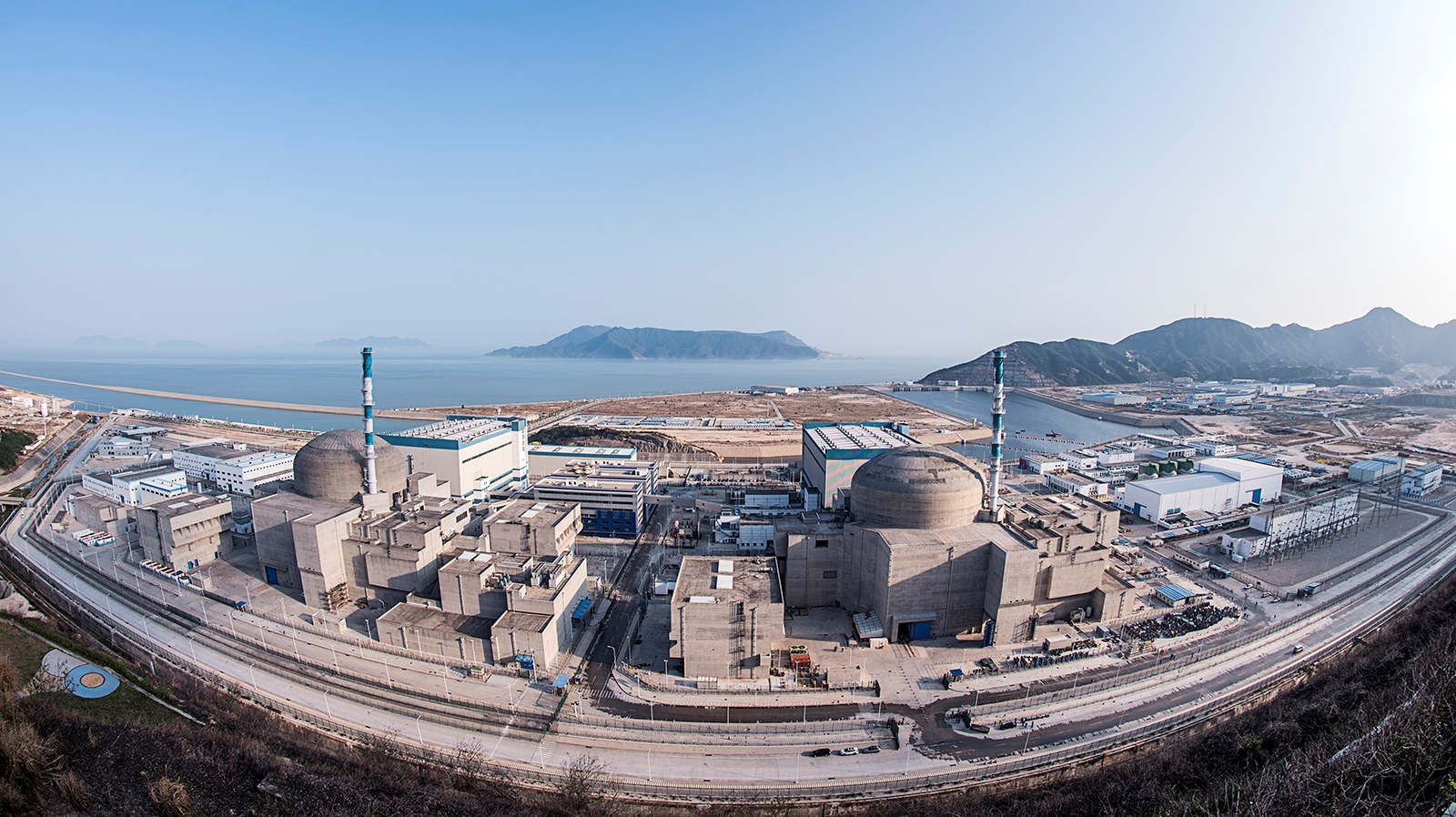
صورة لمحطة تايشان للطاقة النووية في الصين

تعد الصين واحدة من أكبر المنتجين للطاقة النووية في العالم. تُصنف الدولة ضمن المرتبة الثالثة عاليًا من حيث إجمالي الطاقة النووية المُنصّبة والكهرباء المولدة، لتمثل نحو عُشر الطاقة النووية المولدة في العالم. ساهمت الطاقة النووية بنسبة 4.9% من إجمالي إنتاج الكهرباء في الصين عام 2019، بإنتاج بلغ 348.1 كيلوواط ساعي من الكهرباء. بلغت نسبة الزيادة 18.1% عما كانت عليه في العام 2018؛ إذ انطلق مفاعلان جديدان للعمل في سنة 2019.
في شهر مارس من العام 2019، كان لدى الصين 46 مفاعل نووي قيد الخدمة بقدرة 42.8 غيغاواط و11 مفاعل قيد البناء بقدرة 10.8 غيغاواط. توجد مخططات لبناء مفاعلات جديدة للوصول بهدف زيادة القدرة 36 غيغاواط. كانت تخطط الصين لبلوغ قدرة 85 غيغاواط بحلول عام 2020. إلا إنه لم يُبنَ سوى عدد قليل من المحطات منذ عام 2015، ومن غير المرجح تحقيق ذلك الهدف.
ينظر إلى الطاقة النووية على أنها بديل للفحم نظرًا لتزايد المخاوف بشأن نوعية الهواء والتغير المناخي وشحّ الوقود الأحفوري. في عام 2009، أشارت اللجنة الوطنية للتنمية والإصلاح في الصين إلى عزمها رفع النسبة المئوية من الكهرباء المنتجة بواسطة الطاقة النووية في البلاد إلى 6% بحلول عام 2020. تسعى خطط مستقبلية على المدى البعيد للوصول إلى قدرة تبلغ ما بين 120 و150 غيغاواط بحلول عام 2030.
تملك الصين شركتين رئيسيتين لتوليد الطاقة النووية، المؤسسة الوطنية النووية الصينية التي تعمل بصورة رئيسية شمال شرق الصين، ومجموعة الطاقة النووية العامة الصينية (المعروفة سابقًا باسم مجموعة غوانغدونغ للطاقة النووية) التي تعمل بصورة رئيسية جنوب شرق الصين.
تهدف الصين إلى زيادة الاعتماد على النفس في تصنيع وتصميم تكنولوجيا المفاعلات النووية إلى أقصى حد، وتشجع أيضًا على التعاون الدولي ونقل التكنولوجيا. ستكون مفاعلات الماء المضغوط المتقدمة التقنية السائدة في المستقبل القريب، مثل «هوالونغ وان»، ومن المقرر أيضًا تصدير مفاعل «هوالونغ وان». بحلول منتصف القرن، سيُنظر إلى المفاعلات سريعة النيوترونات على أنها التقنية الرئيسية، إذ من المقرر أن تبلغ قدرتها 1400 غيغاواط بحلول عام 2100. تشارك الصين أيضًا في تطوير مفاعلات الاندماج النووي عبر مشاركتها في مشروع المفاعل النووي الحراري التجريبي الدولي ببناء مفاعل اندماج نووي تجريبي (جهاز الاندماج الحراري الموصل المتقدم التجريبي توكاماك، والمعروف اختصارًا بـ إيست) في مدينة خفي، إضافة إلى البحث والتطوير في دورة وقود الثوريوم باعتبارها وسيلة محتملة بديلة للانشطار النووي.

## التاريخ
في العام 1955، أُنشئت المؤسسة الوطنية النووية الصينية. وفي الثامن من فبراير عام 1970، أصدرت الصين أول خطة للطاقة النووية، وأنشئ معهد 728 (المعروف اليوم باسم معهد شنغهاي لبحوث وتصميم الهندسة النووية). في 15 ديسمبر عام 1991، بدأ أول مفاعل نووي في الصين عمله باستخدام بقدرة 288 ميغاواط من مفاعل المياه المضغوط في محطة تايشان للطاقة النووية، وهو من نوع سي إن بي 300.
أشارت خطة السلامة النووية لعام 2013 بأنه لن تبدأ سوى المحطات النووية من الجيل الثالث بالعمل بعد عام 2016، وحتى ذلك الوقت، لن يبدأ بالعمل سوى عدد قليل من محطات الجيل الثاني+.
في شهر أكتوبر من العام 2016، كانت جميع المحطات النووية قيد الخدمة بين عامي 2008 و2016 ما عدا المفاعلات الستة المستوردة، 4 مفاعلات من طراز إيه بي 1000، واثنان من طراز المفاعل النووي الأوروبي المضغوط. نظرًا لانخفاض عدد المنشآت النووية منذ ذلك الحين، بدا أن هدف الوصول إلى قدرة نووية تبلغ 58 غيغاواط بحلول عام 2020 هدفًا غير محتمل. كان هدف الصين الجديد في عام 2019 هو الوصول إلى قدرة 200 غيغاواط من القدرة النووية المولدة بحلول عام 2035، ما يمثل 7.7% من إجمالي الطاقة الكهربائية المولدة المتوقعة البالغة 2600 غيغاواط.

## السلامة والتنظيم
تعدّ الإدارة الوطنية للسلامة النووية التابعة لهيئة الطاقة الذرية الصينية هيئة الترخيص والتنظيم التي تلتزم باتفاقات دولية تتعلق بالسلامة. شُكلت الإدارة في العام 1984 وتقدم تقاريرها إلى الحكومة الشعبية المركزية بشكل مباشر. فيما يتعلق بالمفاعل النووي من طراز إيه بي 1000، تعمل الإدارة الوطنية للسلامة النووية بشكل وثيق مع لجنة المراقبة النووية الأمريكية.
طلبت الصين واستضافت 12 مهمة لفريق استعراض أمان التشغيل التابعين للوكالة الدولية للطاقة الذرية حتى شهر أكتوبر من العام 2011، ويوجد بصفة عامة مراجعة أمان خارجية لكل محطة في كل عام، سواء من قبل فريق استعراض أمان التشغيل، أو مراجعة الأقران من قبل الرابطة العالمية للمشغلين النوويين، مراجعة الأقران من قبل الهيئة الوطنية للطاقة الذرية (مع معهد بحوث عمليات الطاقة النووية).
يكمن التحدي (ضمن الزيادة السريعة المقترحة في الطاقة النووية) الذي تواجهه الحكومة والشركات النووية هو «وضع رقابة على جيش متزايد من المتعاقدين والمقاولين الثانويين الذين قد يغريهم اختصار النفقات». يُشار إلى الصين بالحفاظ على الضمانات النووية ضمن ثقافة الأعمال التجارية، إذ يتم التضحية بالجودة والسلامة في بعض الأحيان لصالح خفض التكاليف، والأرباح، والفساد. طلبت الصين المساعدة الدولية في تدريب المزيد من فاحصي محطات الطاقة النووية. في عام 2011، أثيرت مخاوف من أن يؤدي التوسع النووي السريع إلى نقص في الوقود والمعدات وعمال المصانع المؤهلين ومفتشي السلامة.
في أعقاب كارثة فوكوشيما دايتشي النووية في اليابان، أعلنت الصين في 16 مارس عام 2011 وقف جميع الموافقات على المحطات النووية، وأنه ستُجرى «فحوصات سلامة كاملة» للمفاعلات الموجودة. على الرغم من إشارة تشانغ ليجون، نائب وزير حماية البيئة، إلى استمرار إستراتيجية الطاقة النووية الشاملة في الصين، اقترح بعض المعلقين أن التكاليف الإضافية المتعلقة بالسلامة إضافةً إلى الرأي العام يمكن أن تعيد النظر فيما يخص برنامج توسيع الطاقة المتجددة في الصين. في شهر أبريل/نيسان من العام 2011، ذكرت صحيفة تشاينا ديلي أنه تم تعليق الموافقة على بناء محطات الطاقة النووية في المناطق البحرية. كان من المقرر أن تنتهي عمليات فحوصات السلامة بحلول شهر أكتوبر من العام 2011، ولا يزال الوضع الحالي للمشاريع غير واضح. في شهر أبريل نيسان من العام 2012، ذكرت وكالة رويترز أن الصين من المرجح أن تستأنف الموافقة على محطات الطاقة النووية في وقت ما خلال النصف الأول من عام 2012. لم يتغير الهدف الرسمي لبلوغ قدرة 40 غيغاواط بحلول عام 2020، إلا أن الخطط السابقة لزيادة تلك القدرة إلى 86 غيغاواط خُفضت إلى ما بين 70 و75 غيغاواط بسبب نقص المعدات والموظفين المؤهلين إضافة إلى مخاوف متعلقة بالسلامة.
إن الأساليب الحالية التي تتبناها الصين في تخزين الوقود النووي المستهلك مستدامة فقط حتى منتصف عقد 2020، ولا بد من وضع سياسة للتعامل مع المسألة.
في عام 2017، عززت القوانين الجديدة صلاحيات الإدارة الوطنية للسلامة النووية، مُنشأةً «آليات مؤسساتية» جديدة، و«تقسيم عمل» أكثر وضوحًا، وإفشاءً أكثر للمعلومات.